# نشانه کاردارلی
نشانه کاردارلی (انگلیسی: Cardarelli's sign) یک نبض غیرطبیعی در سمت راست نای است که گاهی در افراد مبتلا به آنوریسم قوس آئورت یافت می‌شود و با فشار دادن سمت راست نای می‌توان آن را احساس کرد. نشانه کاردارلی گونهٔ متفاوتی از نشانه الیور محسوب می‌شود.
این نشانهٔ پزشکی نامش را از آنتونیو کاردارلی نامگذاری شده است.

## برای مطالعهٔ بیشتر
- Cardarelli, A: Movimento medico-chirurgico, volume 11, Napoli, 1878.